# مرد مرمرین
مرد مرمرین (به لهستانی: Człowiek z marmuru) فیلمی لهستانی به کارگردانی آندری وایدا است که در سال ۱۹۷۷ منتشر شد. این فیلم در بخش نوعی نگاه جشنواره فیلم کن ۱۹۷۸ به نمایش درآمد و برندهٔ جایزهٔ فدراسیون بین‌المللی منتقدان فیلم شد.

## بازیگران
- کریستیانا یاندا
- یژی راجیویوویچ
- تادئوش اومنیتسکی
- کریستینا زاخفاتوویچ
- زجیسواف کوژین
- دوروتا استالینسکا
- هنریک واپینسکی
- ماچئی رایزاخر
- ویسواف وویچیک
- یاتسک دوماینسکی
- ماگدا تِـرِسا وویچیک